# Alessandro Teodorani
Alessandro Teodorani (Cesena, 9 dicembre 1971) è un allenatore di calcio ed ex calciatore italiano, di ruolo centrocampista, tecnico in seconda del Cesena Under-18.

## Carriera
Conta 3 presenze in Serie A con il Cesena nella stagione 1990-1991. In seguito ha giocato 209 partite in Serie B con le maglie di Cesena, Castel di Sangro e Arezzo. Cresciuto calcisticamente nel Cesena con cui debutta in Serie A nella stagione 1990-1991 collezionando 3 presenze e retrocedendo con i romagnoli nella serie cadetta. Col Cesena resta sino al termine della stagione 1996-1997, anno in cui i bianconeri cadono in Serie C1, diventando un perno del centrocampo cesenate (nel ruolo di ala destra) con 156 presenze e 7 reti.
Nel giugno del 1994 sfiora il ritorno in serie A quando il Cesena perde lo spareggio promozione contro il Padova, disputato a Cremona e vinto dai veneti per 2-1 nonostante il Cesena fosse passato per primo in vantaggio. Nella stagione 1997-1998 passa al Castel di Sangro sempre in Serie B e disputa 28 presenze mettendo a segno una rete, ma non impedendo la retrocessione in C1 della squadra abruzzese. Nell'estate del 1998 si trasferisce alla Triestina in serie C2 e vi resta fino al giugno del 2001 collezionando in totale con i giuliani 84 presenze e segnando 7 reti.
Nella stagione 2001-2002 è al Mantova sempre in C2, ma nel gennaio del 2002 dopo aver collezionato 14 presenze con i lombardi, passa, sempre in C2, alla Sambenedettese dove con 2 reti in 12 partite giocate è protagonista della promozione in Serie C1 della squadra marchigiana che lo riconferma pure per l'anno successivo in cui gioca 30 partite segnando anche 3 gol.
Nella stagione 2003-2004 è ancora protagonista di una promozione: milita infatti nell'Arezzo che sale dalla Serie C1 alla B e Teodorani scende in campo 28 volte e ritrova il campionato cadetto dopo quasi 7 anni. Ad Arezzo infatti gioca anche in Serie B nel 2004-2005 e disputa 26 partite segnando una rete. L'Arezzo resta in Serie B, ma Teodorani passa all'Ancona in C2 dove gioca per due stagioni con 60 presenze ed una rete. Chiude la carriera in Serie D giocando a Fano nel 2007-2008 (30 presenze e un gol), e infine a Cesenatico l'anno successivo (28 partite, 6 gol).

## Palmarès

### Giocatore

#### Competizioni nazionali
- Serie C1: 2

Cesena: 1997-1998
Arezzo: 2003-2004
- Supercoppa di Lega di Serie C: 1

Arezzo: 2004